# Занетечье
Занете́чье (бел. Заняце́чча) — деревня в составе Дричинского сельсовета Осиповичского района Могилёвской области Белоруссии.

## Географическое положение
Занетечье расположено в 36 км на юго-запад от Осиповичей, в 15 км от ж/д станции Фаличи на линии Осиповичи — Старые Дороги и в 169 км от Могилёва. Неподалёку от деревни, граничащей на западе с лесом, находится автодорога Осиповичи — Шищицы. П-образную планировку деревни составляет деревянная застройка крестьянскими домами. При этом на юге часть застройки отделена.

## История
В письменных источниках Занетечье впервые упоминается в XIX веке. В 1897 году оно представляло собой хутор с 4 дворами и 31 жителем в Житинской волости Бобруйского уезда Минской губернии.
Во время Великой Отечественной войны Занетечье было оккупировано немецко-фашистскими войсками, при этом оккупантами было убито 7 жителей. На фронте и при партизанской деятельности погибли 12 жителей.

## Население
- 1897 год — 31 человек, 4 двора [1]
- 1940 год — 235 человек, 63 двора[1]
- 2002 год — 34 человека, 23 хозяйства[1]
- 2007 год — 20 человек, 15 хозяйств[1]

## Комментарии
1. ↑  Названия и ударение даны по: Назвы населеных пунктаў Рэспублікі Беларусь: Магілёўская вобласць: нарматыўны даведнік / І. А. Гапоненка і інш.; пад рэд. В. П. Лемцюговай. — Минск: Тэхналогія, 2007. — С. 62. — 406 с. — ISBN 978-985-458-159-0.